# Vera Cahalan Bushfield
Vera Cahalan Bushfield (ur. 9 sierpnia 1889, zm. 16 kwietnia 1976) – amerykańska polityk, która przez krótki okres w roku 1948 zasiadała w Senacie Stanów Zjednoczonych jako przedstawicielka stanu Dakota Południowa.
Urodziła się w Miller w hrabstwie Hand w Dakocie Południowej jako Vera Cahalan. Kształciła się w szkołach publicznych, a następnie ukończyła Stout Institute (Menominee w Wisconsin) w 1912. Uczęszczała także na Dakota Wesleyan University oraz University of Minnesota.
Została mianowana do Senatu przez gubernatora George’a T. Mickelsona (republikanina), po śmierci jej męża, senatora i byłego gubernatora Harlana J. Bushfielda, jako członkini Partii Republikańskiej (jak i on oraz gubernator).
Vera Bushfield zasiadała w izbie wyższej amerykańskiego Kongresu od 6 października do 26 grudnia 1948, kiedy to zrezygnowała, aby jej miejsce mógł zająć wybrany w przedterminowych wyborach inny republikanin Karl Earl Mundt.
Zmarła w Fort Collins w Kolorado. Pochowana jest na G.A.R. Cemetery w rodzinnym mieście Miller.